# Pauligne
Pauligne é uma comuna francesa na região administrativa de Occitânia, no departamento de Aude. Estende-se por uma área de 6,06 km². Em 2010 a comuna tinha 378 habitantes (densidade: 62,4 hab./km²).
Histórica e culturalmente, a comuna faz parte do Razès, um território historicamente muito extenso, mas que atualmente se resume às colinas de Malepère e ao Bas Razès, no centro e no sul, fazendo fronteira com o Pays de Sault. Exposta a um clima mediterrânico, é drenada pelas ribeiras de Blau, Réal e Verdeau.
Pauligne é uma comuna rural com uma população de 368 habitantes em 2021, após um forte aumento da população desde 1975. Faz parte da bacia hidrográfica do Limoux. Os seus habitantes são conhecidos como Paulignois ou Paulignoises.